# Brandfordon

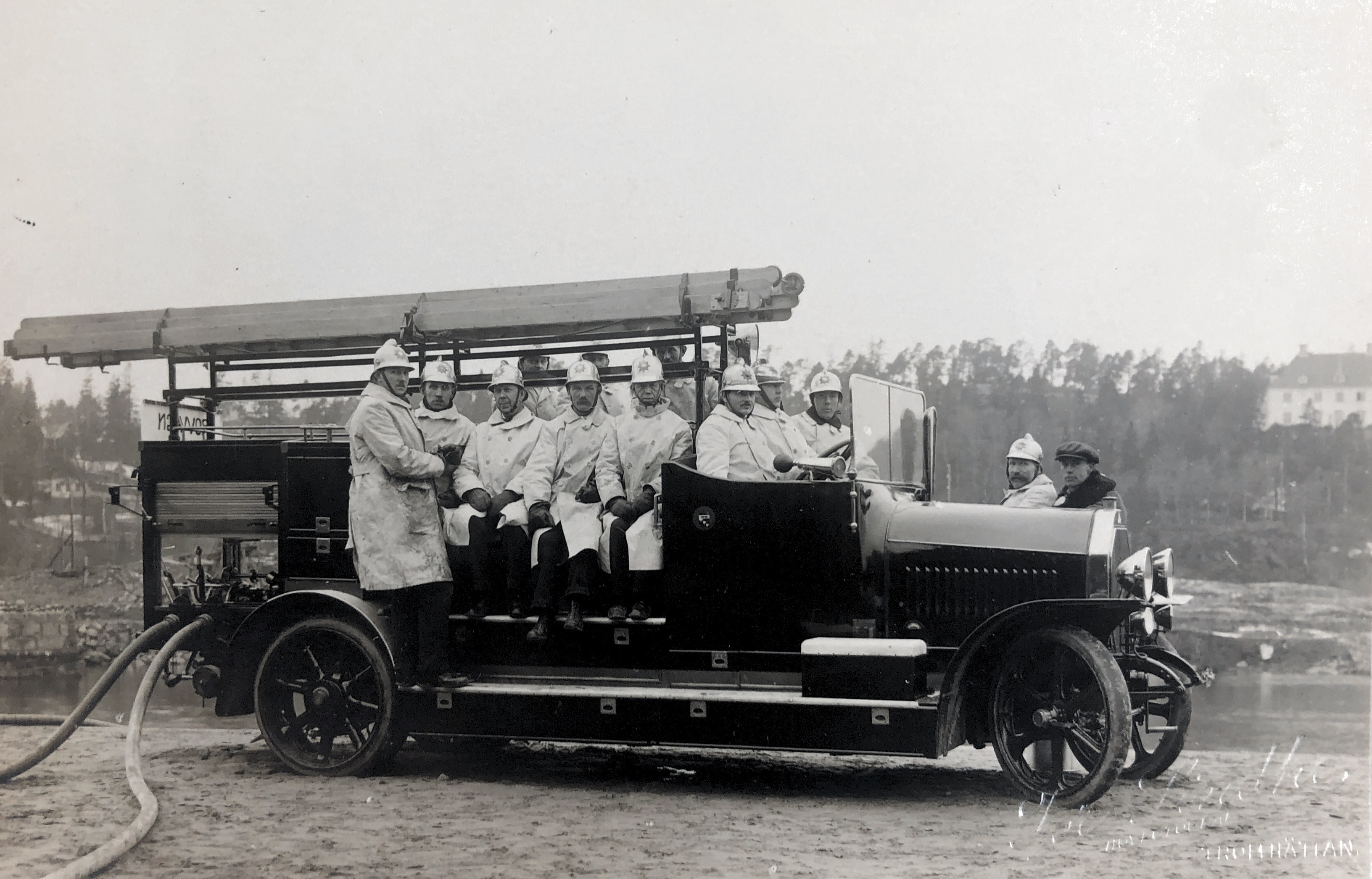
Brandbil från Trollhättans brandkår, 1934

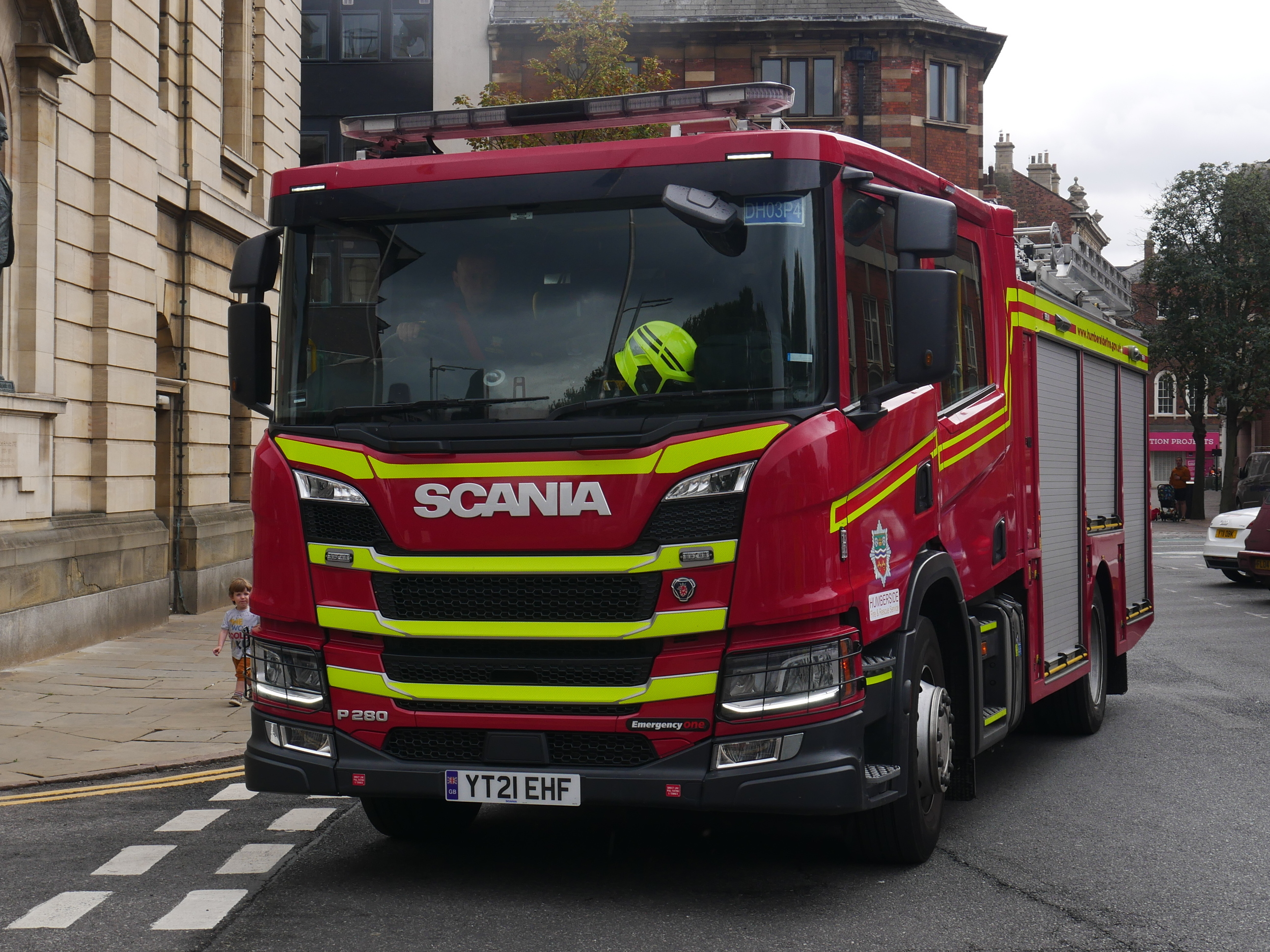
Scania brandbil P2380 från Humberside Fire & Rescues, tillverkad 2021

Ett brandfordon, även räddningsfordon, är ett utryckningsfordon som används för att släcka bränder och som utrustningsbärare vid olika former av räddningsoperationer. Vissa fordon är specialiserade på vissa typer av insatser, till exempel bränder i svåråtkomliga områden eller på flygplatser.
Brandfordon byggs vanligen på nyttofordonschassi som förstärks och anpassas för det avsedda användningsområdet. De är vanligen försedda med sirener och varningsljus såväl som kommunikationsradio och utrustning för mobil datakommunikation.

## Historik

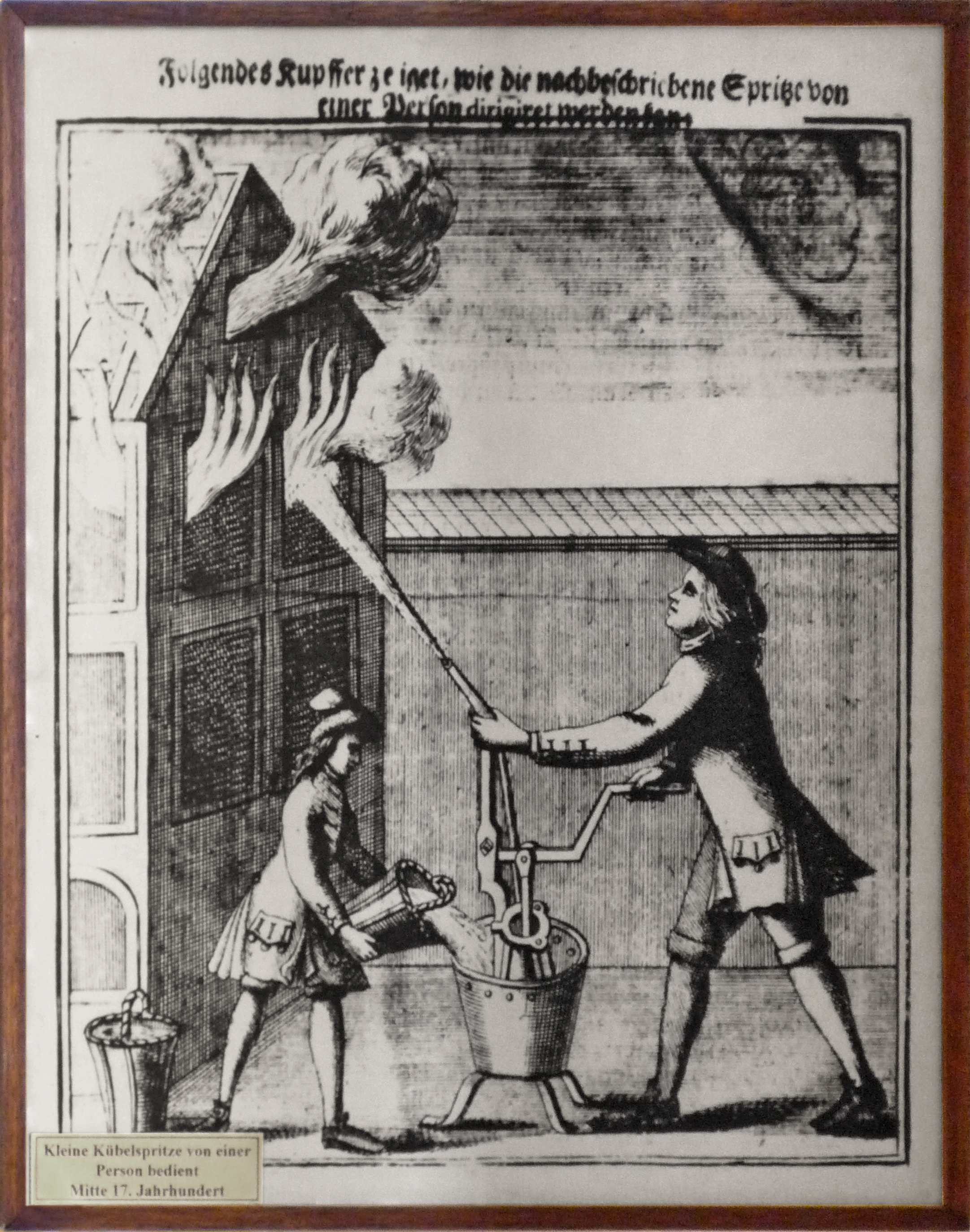
En enkel typ av brandspruta. Tysk gravyr från mitten av 1600-talet.

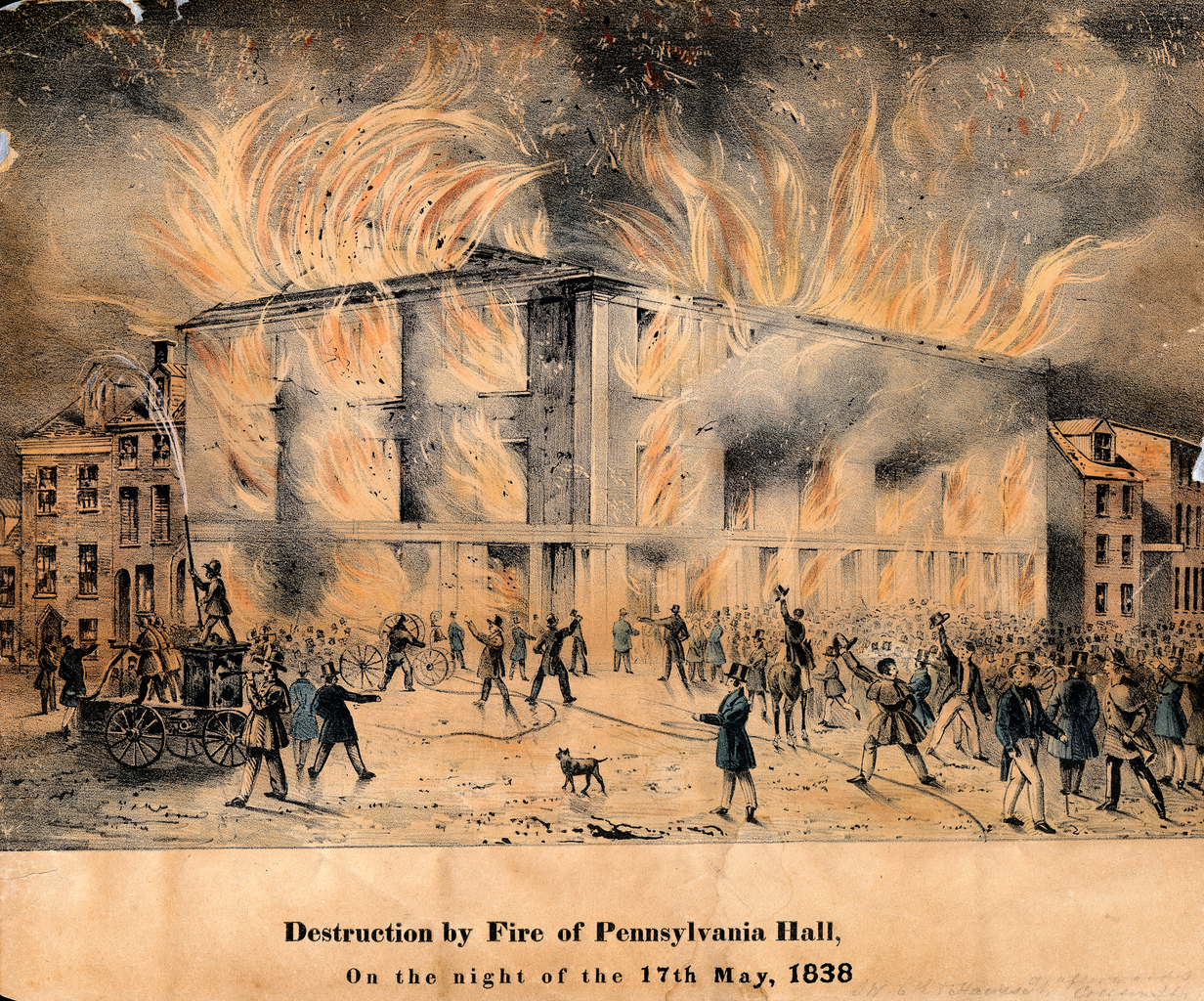
En brandspruta i Philadelpia år 1838. Brandmännen försöker rädda en intilliggande byggnade. Mannen med hjälm för sprutmunstycket, de tre männen till vänster bemannar sprutan. Till höger om sprutan står en slangvagn. Handkolorerad bild.

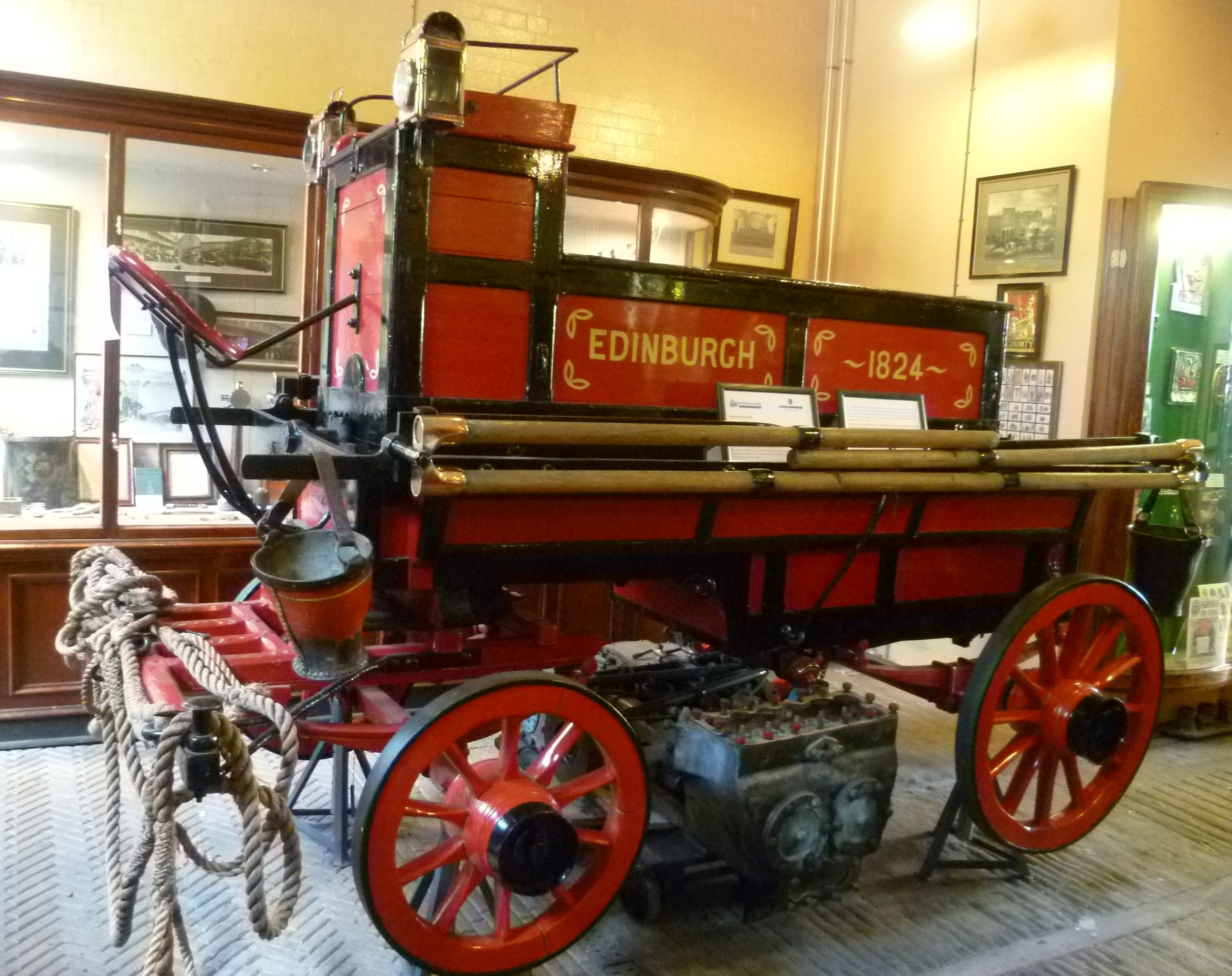
Handdragen spruta, Edinburgh, 1824

En av de tidigaste formerna av brandfordon var brandsprutan. Dessa förekom redan innan Ktesebios uppfann den första brandpumpen ca 100 f. Kr. och ett annat exempel på pump som möjligen använts för brandsläckning omnämns av Heron från Alexandria. En bok om uppfinningar från 1655 redogör för en ångdriven pump (kallad eldmaskin) som användes för att "spruta vatten till en höjd av 12 m", men det saknas information om huruvida den var bärbar eller ej.
De amerikanska koloniallagarna stipulerade att varje hus skulle ha en hink vatten på husets framsida i det fall brand skulle uppstå. Hinkarna var avsedda för den så kallade langningskedjan som skulle langa fram vattnet i händelse av brand. År 1719 köpte Philadelphia en brandspruta, flera år efter att Boston anskaffade sin spruta modell 1654 (tillverkad av Joseph Jenckes Sr.), men innan New York City fick sina första två brandsprutor som tillverkades i London.
År 1730 hade Richard Newsham i London tillverkat välfungerande brandsprutor; han uppfann de första brandsprutorna som 1731 togs i bruk i New York City, sex år innan New Yorks första frivilliga brandkår bildades. Kraven på det manskap och den kunskap som behövdes för brandsläckning ledde till att Benjamin Franklin organiserade en brandkår år 1737. Uppfinnaren Thomas Lote byggde den första amerikanska brandsprutan år 1743. Dessa tidiga brandsprutor kallade för "brandkar" eftersom de drevs av handkraft och fylldes på av en langningskedja som hällde vatten i ett kar där man monterat ett insugningsrör för pumpen. Ett viktigt framsteg kom 1822 då man uppfann en pump som kunde ta in vatten från en vattenkälla. Detta gjorde langningskedjorna överflödiga. År 1822 byggde Philadelphiaföretaget Sellers and Pennock en sprutmodel som man kallade The Hydraulion, som sägs vara den första sugande sprutan. En del sprutmodeller hade den hårda sugslangen fast monterad till intagsröret och lagd över sprutan på ett sätt som gjorde att den kallades för "ekorrsvansspruta", squirrel tail engine.
De första brandsprutorna var små och bars antingen av fyra man eller drogs på medar till eldsvådan. I takt med att brandsprutorna ökade i storlek kom de att dras av hästar och blev så småningom ångdrivna.  John Ericsson skall enligt vissa källor ha byggt den första amerikanska ångdrivna brandsprutan och John Braithwaite ska ha byggt den första i Storbritannien.
Fram till mitten av 1800-talet drogs brandsprutorna för hand, men då de första hästdragna sprutorna kom minskade insatstiden betydligt. Den första självgående ångbrandsprutan byggdes i New York år 1841. Till olycka för tillverkan förstördes den första sprutan av några brandsoldater vilket gjorde att användningen upphörde. Utvecklingen kunde dock inte stoppas, och det ökade behovet och användningen av kraftigare släckredskap säkrade dock ångbrandsprutans framtid ända in på 1900-talet. Många städer i världen kom att köpa ångbrandsprutor.
Motoriserade brandsprutor räknar sin början till januari 1897, då polisprefekten i Paris hemställde om ekonomiska medel för att köpa "en maskin som drivs av bensin för att dra en brandspruta, stegar och så vidare och för att förflytta erforderlig brandsläckningspersonal". Rapporten säger framsynt att "Om experimentet blir framgångsrikt, som väntat, kommer hästar så småningom att ersättas helt av bilar". Så blev fallet och motoriserade brandbilar blev vanliga i början av 1900-talet. År 1905 väckte tanken att utgå från  nyttofordon för att bygga brandbilar stor uppmärksamhet enligt en artikel i Popular Mechanics det året och den typen av fordon blev snabbt populära i Storbritannien. Samma år började Knox Automobile Company i Springfield i Massachusetts att sälja vad vissa  har beskrivit som världens första moderna brandfordon. Bara ett år senare hade Springfield i Illinois, köpt Knox fordon till hela sin brandkår. Ytterligare en tidig motoriserad brandspruta utvecklades av Peter Pirsch and Sons från Kenosha i Wisconsin.
Under lång satt brandsoldaterna längs sidorna på brandfordonen, eller stod rentav baktill på fordonet, helt utlämnade till väder och vind. Detta var obekvämt och farligt (några brandsoldater omkom då de trillade av fordonet då det tog en skarp kurva under utryckning) och numer har nästan alla fordon hytt för personalen.

### Tidiga pumpfordon
De första pumpfordonen använde utplacerade vattentankar som källa. Så småningom byggdes brandvattenledningar i trä under gatorna, och en träplugg drogs ur röret innan en sugslang stacks ned i röret. Dessa anläggningar utvecklades så småningom med trycksatta brandposter där trycket ökade när brandlarmet gick. Detta konstaterade man snart vara skadligt för systemet och dessutom opålitligt. Nuvarande brandvattensystem är ständigt trycksatta, även om trycket kan ökas om så krävs. Trycksatta brandposter har eliminerat mycket av det arbete som tidigare måste ske för att få fram tillräckligt med vatten till pumpfordonet och vidare till brandslangarna. Det är dock inte ovanligt att brandkåren i glesbygd fortfarande måste förlita sig till vattentankar, branddammar eller andra vattenkällor för att få vatten till pumpfordonen. Ångdrivna pumpar togs i bruk under 1850-talet.

### Tidiga stegfordon
Mot slutet av 1800-talet utvecklades olika sätt att ta sig in i högre byggnader. Först använde man manuellt utdragbara stegar, men då dessa växte i storlek och vikt försågs de med två stora hjul. När de transporterades ovanpå brandfordonet hängde hjulen ovanför marken och baktill på fordonet vilket gav det ett särpräglat utseende. Det tog inte lång tid innan fast monterade, roterbara stegar som var både högre och helautomatiska ersatte andra steglösningar.
Efter andra världskriget kom de första hävarna, vilka bestod av en arbetsplattform som monterats på en hydraulisk hävarm. Även om de inte nådde samma höjd som de fast monterade stegarna gjorde hävarna det möjligt att komma åt tidigare svårnådda punkter i en brinnande byggnad.